# 阿卡迪亞 (內布拉斯加州)
阿卡迪亞（英語：Arcadia）是位於美國內布拉斯加州瓦利縣的村。

## 人口
根據2020年美國人口普查的數據，阿卡迪亞的面積為1.48平方千米，皆為陸地。當地共有人口283人，而人口密度為每平方千米191人。